# Dasystenella
Dasystenella is een geslacht van neteldieren uit de klasse van de Anthozoa (bloemdieren).

## Soort
- Dasystenella acanthina (Wright & Studer, 1889)